# باركي دو إبيرابويرا
حديقية باركي دو إبيرابويرا أفتتحت في 21 أغسطس 1954 الاحتفال 400 للاكتشاف ساو باولو
مساحتة : تحتل الحديقية بجميع مبانيها الرياضية المفتوحة والمغلقة، الثقافية وثلاثة برك اصطناعية مساحة 157 ألف m².

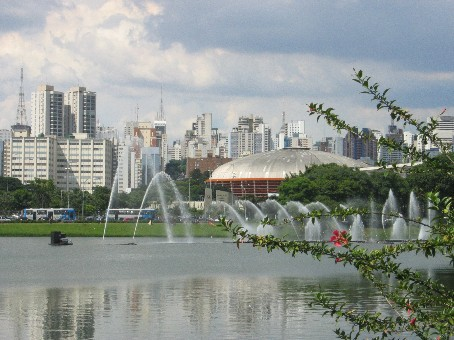
النوافير والملاعب الرياضية المغلقة

الوصلات الخارجية
- الحديقـة
- متحف الفن الحديدث داخل الحديقة